# Bad Company (Purple Disco Machine)
Bad Company è un singolo del DJ tedesco Purple Disco Machine, pubblicato il 2 giugno 2023.

## Tracce
Download digitale – extended
1. Bad Company – 4:43

Download digitale – instrumental
1. Bad Company – 4:43

## Classifiche
| Classifica (2023) | Posizione massima |
| ----------------- | ----------------- |
| Croazia           | 95                |